# Kometa Hale’a-Boppa
C/1995 O1 (Hale-Bopp) – kometa długookresowa, którą można było obserwować gołym okiem od maja 1996 do grudnia 1997 roku, dwa razy dłużej niż poprzednią rekordzistkę, Wielką Kometę z 1811 r.

## Odkrycie i obserwacje komety
Kometa została odkryta na długo przed przejściem przez peryhelium, 23 lipca 1995 r. przez Alana Hale’a z Nowego Meksyku i Thomasa Boppa z Arizony w Stanach Zjednoczonych. Przypuszczano, że może się okazać bardzo jasnym ciałem niebieskim.
29 marca 1997 roku kometa przeszła przez peryhelium, stając się najjaśniejszym tego typu obiektem od wielu dziesięcioleci. Została okrzyknięta Wielką Kometą z 1997 roku.

## Orbita
Kometa Hale’a-Boppa porusza się po orbicie w kształcie bardzo wydłużonej elipsy o mimośrodzie około 0,995 i nachyleniu do ekliptyki – 89,29°. Peryhelium znajduje się w odległości 0,89054 j.a. od Słońca, aphelium zaś – około 354 j.a. Na jeden obieg potrzebuje około 2364 lat.

## Właściwości fizyczne
W chwili odkrycia kometa znajdowała się w rekordowej odległości 7,2 j.a. (1,077 miliarda km) od Słońca, między orbitami Jowisza i Saturna. Zazwyczaj komety są w tych odległościach niezwykle słabe i nie wykazują prawie żadnej aktywności. Jednakże kometa Hale’a-Boppa wytworzyła już wówczas komę. Wielkość jądra oszacowano na ok. 60 km, było znacząco większe od jądra komety Halleya.
Kometa znalazła się najbliżej Ziemi 22 marca 1997 r. (1,315 j.a., około 194 mln km). Większość komet byłaby z takiej odległości widoczna tylko za pomocą instrumentów astronomicznych. Gdy przechodziła przez peryhelium, osiągnęła jasność widomą −1m i stała się obiektem jaśniejszym od wszystkich gwiazd prócz Syriusza. Była widoczna nawet w miastach, gdzie światła znacznie utrudniają obserwacje.
Później kometa Hale’a-Boppa słabła, jednak gołym okiem była widoczna od 20 maja 1996 do 9 grudnia 1997 r. W roku 2001, będąc już poza orbitą Saturna, miała jeszcze komę o wielkości szacowanej na 2 mln km. Kiedy mijała orbitę Urana w styczniu 2005 roku (21 j.a. od Słońca), wciąż można było zaobserwować mały warkocz. Astronomowie przewidywali, że będą mogli ją śledzić jeszcze do roku 2020, kiedy osiągnie jasność 30m, 
jednak pomiary pozycji komety udało się zrealizować jeszcze 9 lipca 2022 roku.

### Warkocz
Kometa Hale’a-Boppa wykształciła dwa warkocze: jeden niebieski – jonowy, prosty, skierowany dokładnie w przeciwną stronę niż Słońce; drugi żółty – złożony z pyłów, zakrzywiony, wzdłuż trajektorii komety. W pobliżu peryhelium warkocz miał na niebie długość 30–40°.
Kometa Hale’a-Boppa była badana i fotografowana przez astronomów profesjonalistów i amatorów. Dzięki tym studiom udało się nieco lepiej poznać naturę samej komety i innych podobnych ciał niebieskich.
Pomiędzy warkoczem gazowym i pyłowym, kometa miała dodatkowo delikatny warkocz składający się z neutralnych atomów sodu. Warkocz ten miał długość 50 mln km. Jego źródłem mogły być drobiny pyłu, które w wyniku zderzeń i pod wpływem promieniowania ultrafioletowego uwalniały atomy sodu, które następnie były wypychane przez promieniowanie słoneczne, tworząc osobny warkocz.

### Skład fizyczny
W składzie komety Hale’a-Boppa stwierdzono deuter w ilości przewyższającej dwukrotnie proporcję w ziemskich oceanach. Zgodnie z teorią pochodzenia wody na Ziemi, większość jej zasobów pochodzi z komet, które zderzały się z ziemskim globem. Gdyby zawartość deuteru w innych kometach okazała równie wysoka, woda na Ziemi musiałaby mieć także inne pochodzenie.
Deuter zawierały także inne związki wodoru obecne w komecie. Jego proporcja zmieniała się zależnie od substancji, co zdaniem astronomów oznacza, że lód wchodzący w skład komety nie pochodzi z dysku protoplanetarnego, lecz z przestrzeni międzygwiazdowej. Modele teoretyczne obrazujące lód w chmurach międzygwiazdowych wskazują, że kometa Hale’a-Boppa powstawała w temperaturze 24–25 K.
Obserwacje spektroskopowe wykazały obecność w komecie związków organicznych, w tym niestwierdzonych dotychczas w kometach. Molekuły te mogą występować na kometach, bądź tworzyć się podczas reakcji w komie.

### Rotacja jądra
Materia gazowa wydobywała się z jądra komety w formie dżetów z różnych miejsc na jego powierzchni. Dzięki temu można było obserwować ruch obrotowy jądra i wyznaczyć czas obrotu, wynoszący 11 godzin i 46 minut.

### Prawdopodobny satelita komety
W pracy teoretycznej z roku 1997 argumentowano, że emisja gazów i pyłów z jądra komety Hale’a-Boppa może być całkowicie wyjaśniona przy założeniu, że wokół jądra krąży drugi składnik. Większy fragment miałby ok. 70 km, a mniejszy ok. 30 km średnicy. Obiegałyby one w odległości 180 km wspólny środek masy w czasie trzech dób. Analiza ta była potwierdzona przez obserwacje przeprowadzone w 1996 roku przy użyciu szerokokątnej kamery planetarnej (Wide Field Planetary Camera 2) Kosmicznego Teleskopu Hubble’a, która wykonała zdjęcia komety wskazujące na możliwość istnienia satelity.
Układ dwóch wzajemnie się obiegających jąder kometarnych był później kwestionowany. Podważano słuszność założenia, że takie obserwacje można wyjaśnić jedynie za pomocą istnienia podwójnego jądra, gdyż nie potwierdziły tego inne obserwacje. Ponadto, chociaż wcześniej obserwowano rozpad komet, nie znano żadnego przypadku stabilnego jądra podwójnego komet – aż do późniejszego odkrycia (300163) 2006 VW139.

## Galeria zdjęć

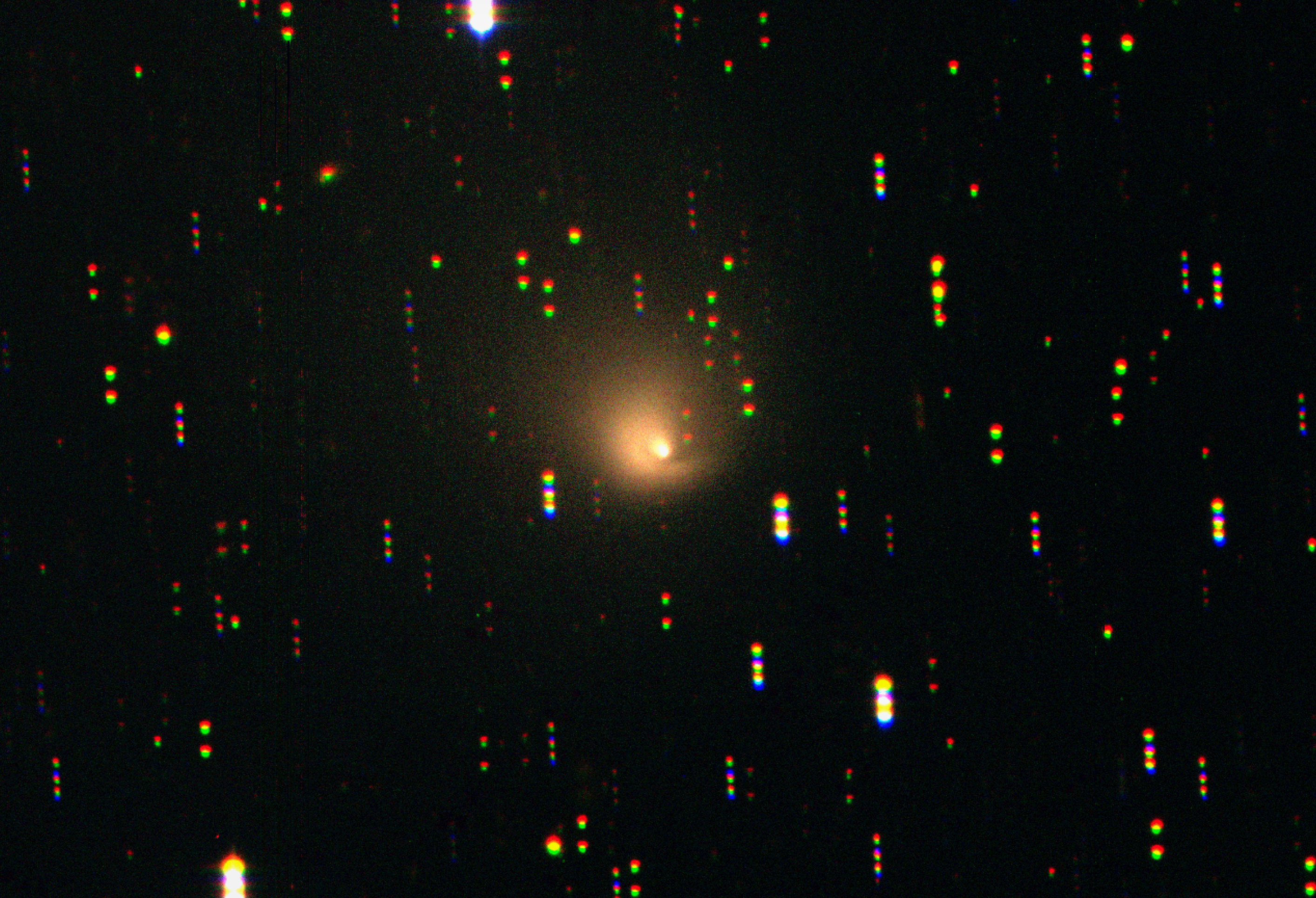
Kometa uchwycona w styczniu 2001 roku.
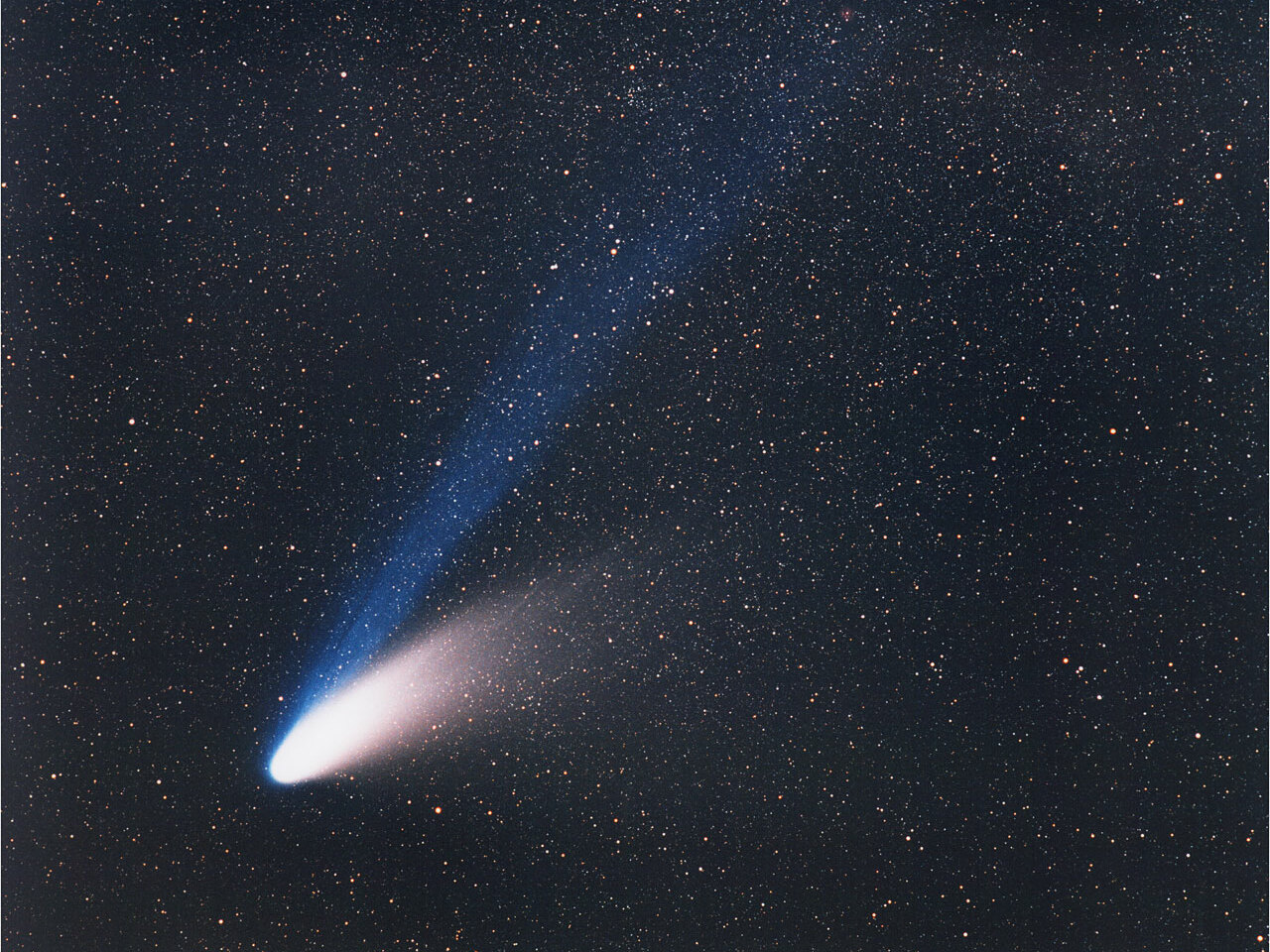
14 marca 1997, 18 dni przed peryhelium
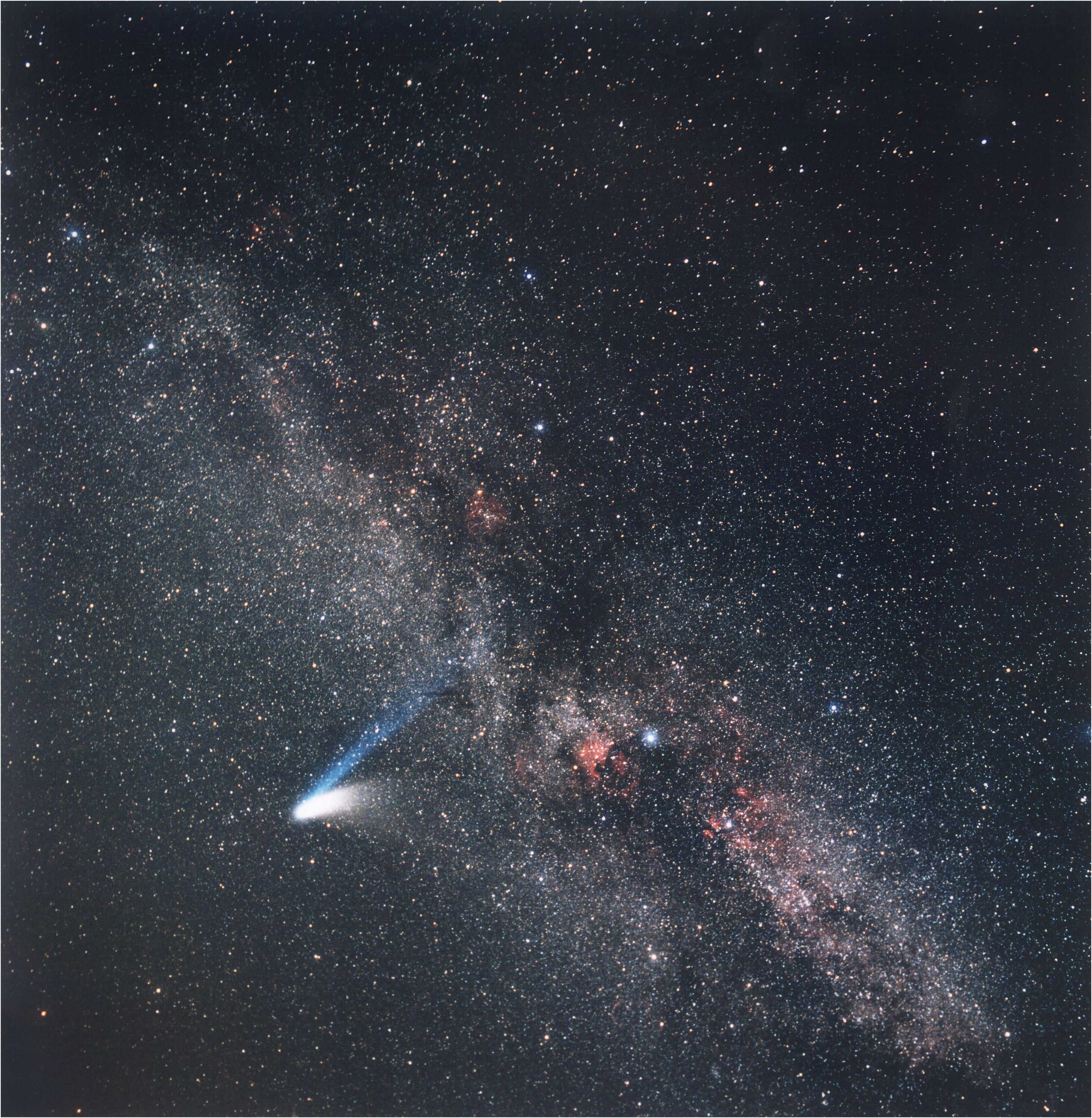
Na tle Drogi Mlecznej
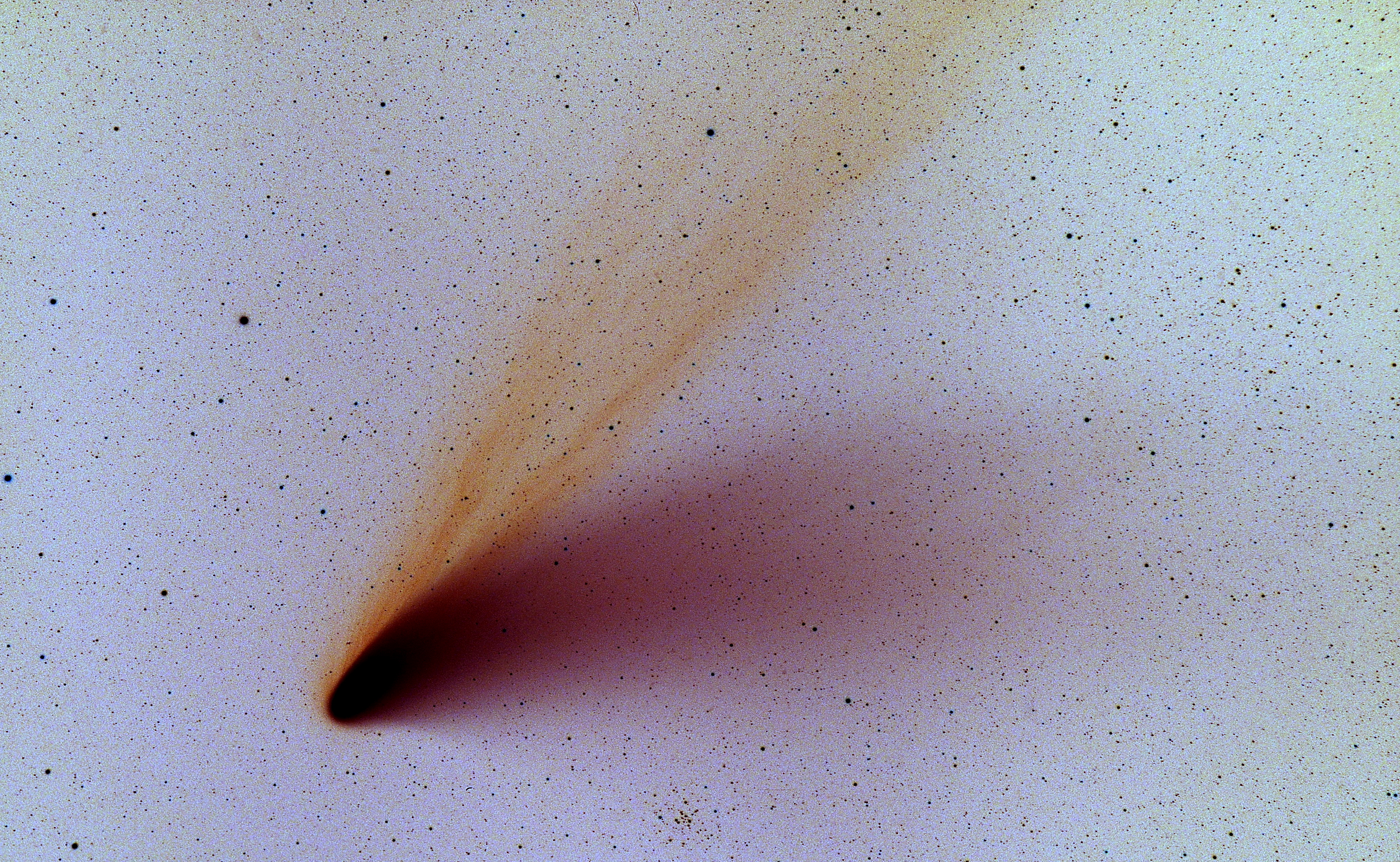
W negatywie, 1 stycznia 1997
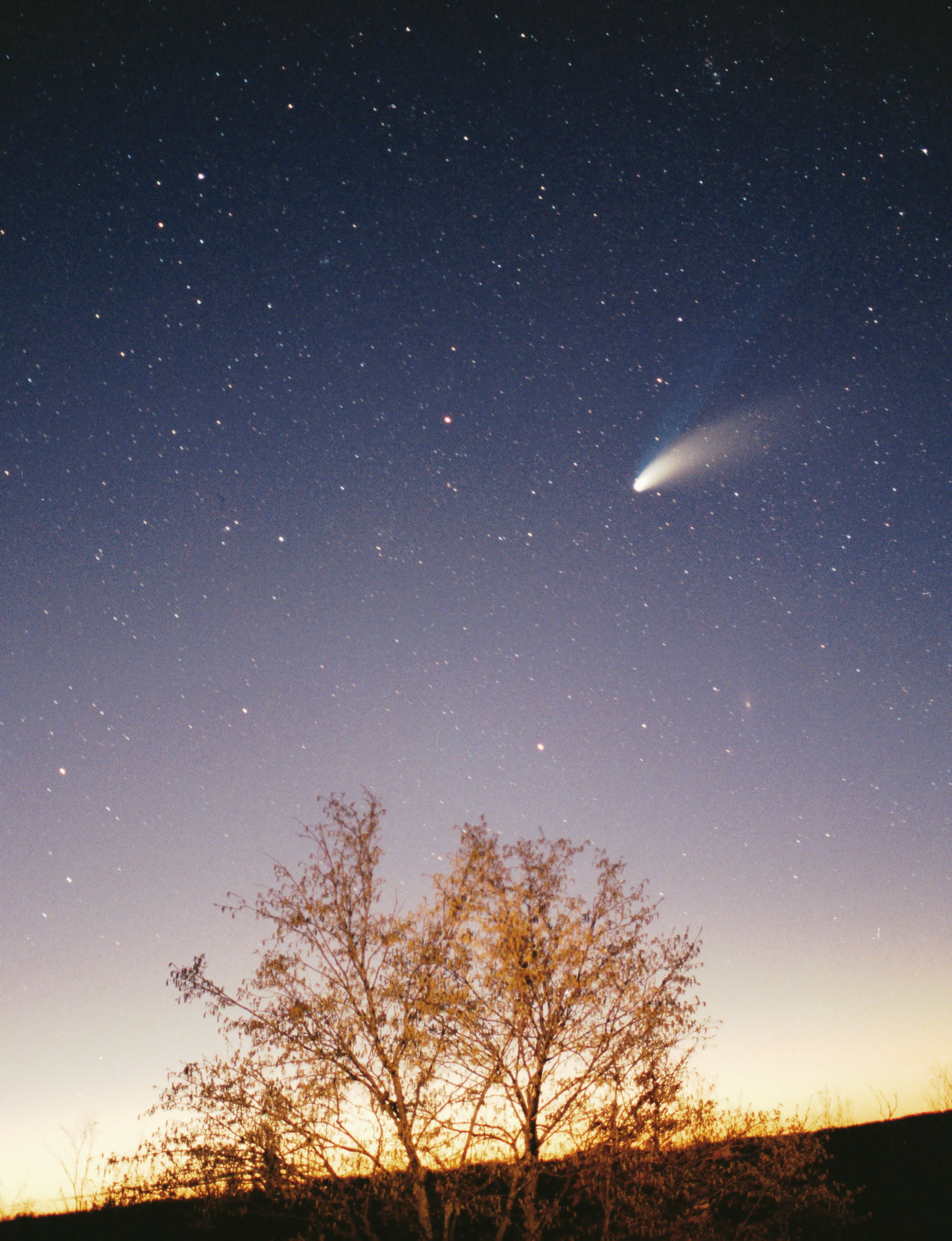
Obserwacja z chorwackiego miasta Pazin, 29 marca 1997

## Przesądy związane z kometą
Pojawienie się komety stało się przyczyną zbiorowego samobójstwa członków Wrót Niebios. Wyznawcy sekty wierzyli, że po śmierci przeniosą się do statku kosmicznego, podążającego rzekomo za kometą.